# Осада Ламии
Осада Ламии — осада союзными греческими войсками города Ламия, в котором находилась македонская армия под командованием Антипатра, в ходе Ламийской войны (323—322 до н. э.). Затяжная осада стала поворотным моментом этой войны, в результате чего греки в значительной степени утратили наступательные порывы, а македоняне смогли привести подкрепления из Малой Азии.

## Предыстория
Ламийская война (или Эллинская) была широкомасштабным восстанием греческих городов-государств, входивших в Коринфский союз, против македонской власти, начавшимся после смерти Александра Македонского в 323 году н. э.. Греческие города-государства никогда не соглашались полностью с македонской гегемонией, навязанной силой оружия, и один из последних указов Александра, указ об изгнанниках от 324 года до н. э., вызвал открытое недовольство, особенно в Афинах, где подготовка к войне началась ещё до смерти Александра. Указ об изгнанниках, который предусматривал возвращение всех изгнанников и восстановление их гражданства и возвращение им их собственности, был воспринят как прямое нарушение автономии греческих городов-государств Александром. Афиняне, в частности, проигнорировали указ, так как это означало, что на острове Самос, который был афинским владением с 366 г. до н. э. и населённым в том числе афинскими клерухами, афиняне должны были вернуть ссыльных самосцев. Вместо этого они арестовали прибывших самосских олигархов и отправили их в тюрьму в Афины.
Беотийцы, оставшись союзниками македонян, пытались помешать объединённому войску греков пройти через их земли, но были опрокинуты летом 323 до н. э. Леосфен с армией в 30 тысяч человек прошёл через Фермопильский проход в  Фессалию.
Антипатр смог собрать только 14 тысяч солдат для отпора грекам, остальные были необходимы для защиты страны от варваров. Он послал за помощью к военачальнику Александра Кратеру, чтобы тот поспешил к нему из Малой Азии с ветеранами, отправленными Александром домой, а также к наместнику Малой Фригии Леоннату. Антипатр надеялся с помощью македонских гарнизонов в Фессалии удержать восставших греков от дальнейшего продвижения.
Антипатр предпочёл сразу отступить после первого же столкновения с войсками повстанцев. Не имея достаточных сил для сражения, он укрылся в хорошо укреплённом городке Ламии (южная Фессалия), по которому получила название вся война. Там он надеялся дождаться подхода ветеранов Кратера.

## Осада
Леосфен повёл своих воинов на штурм, так как для него была нежелательна долгая осада. Этот штурм македоняне отразили, греки понесли значительные потери. Тогда Леосфен начал блокаду города, окружив его полностью и отрезав от моря. Он надеялся взять Ламию измором.
На сторону греческой коалиции перешли многие фессалийские города, на силы которых Антипатр сильно рассчитывал.  В конце 323 до н. э. под предлогом ежегодного выбора должностных лиц Этолийского союза ушло домой гражданское ополчение этолийцев, обещав, впрочем, позднее вернуться. У Антипатра недоставало продовольствия, он вынужден был вступить с Леосфеном в переговоры, ни к чему не приведшие, так как Леосфен требовал полной капитуляции. Затем, во время одной из стычек, от камня (или дротика), пущенного со стен крепости, Леосфен был смертельно ранен и через три дня умер. Вместо Леосфена афиняне назначили своим предводителем Антифила.
Осада Ламии продлилась всю зиму, а весной 322 до н. э. македонский командир Леоннат с 20-ти тысячной армией вторгся в Фессалию. Антифил снял осаду с Ламии, чтобы встретиться с Леоннатом в бою прежде, чем Антипатр окажет ему помощь.